# Ailbertus von Antoing

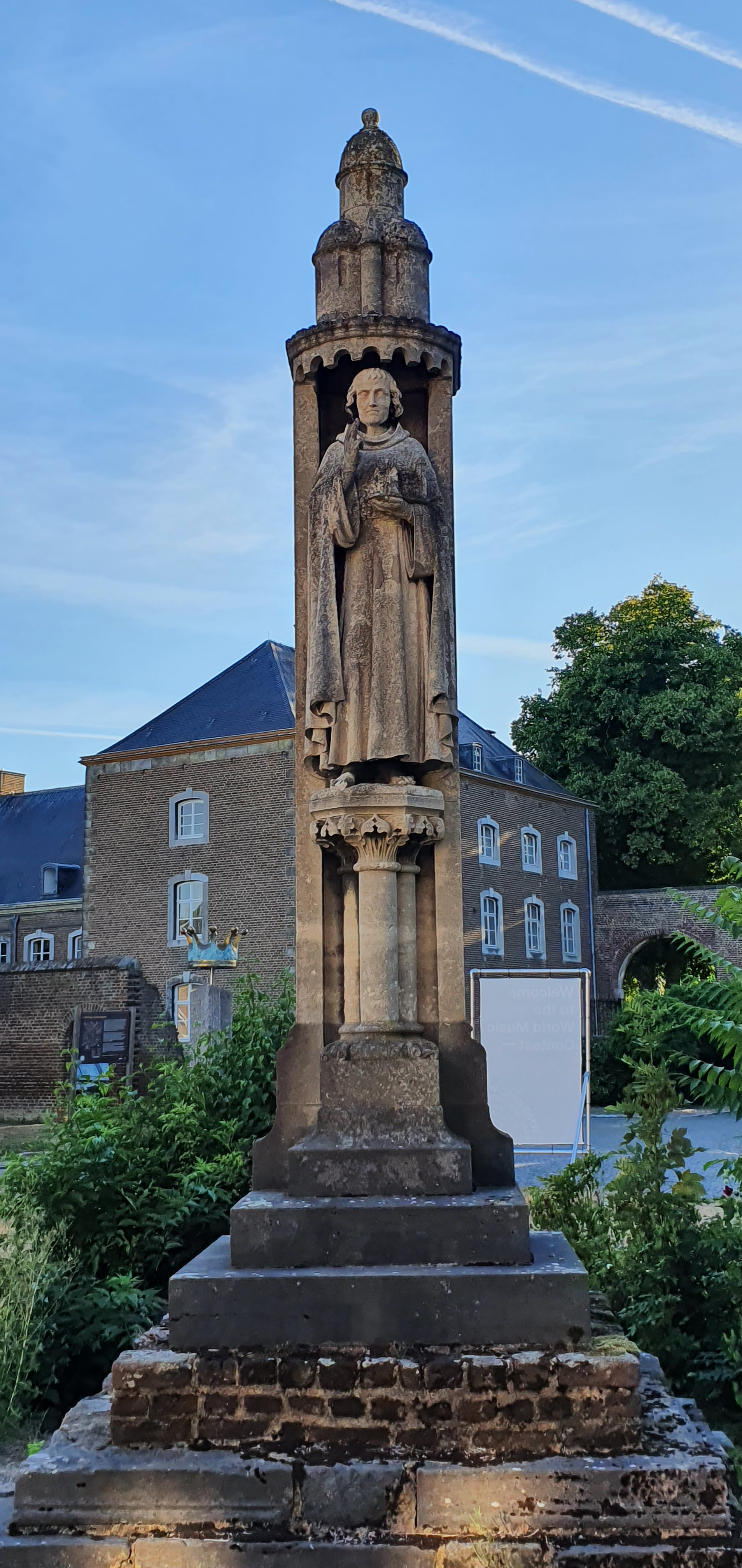
Statue von Ailbertus von Antoing in Rolduc

Ailbertus von Antoing (* 1060 oder 1065 in Antoing (Belgien); † 19. September 1122 bei Sechtem) war ein Priester aus der Wallonie. Er stammt aus dem Ort Antoing nahe Tournai im Hennegau. Ein Verfahren zur Seligsprechung durch die katholische Kirche wurde 2000 durch den Kölner Erzbischof eingeleitet.

## Leben

### Kindheit und Jugendzeit

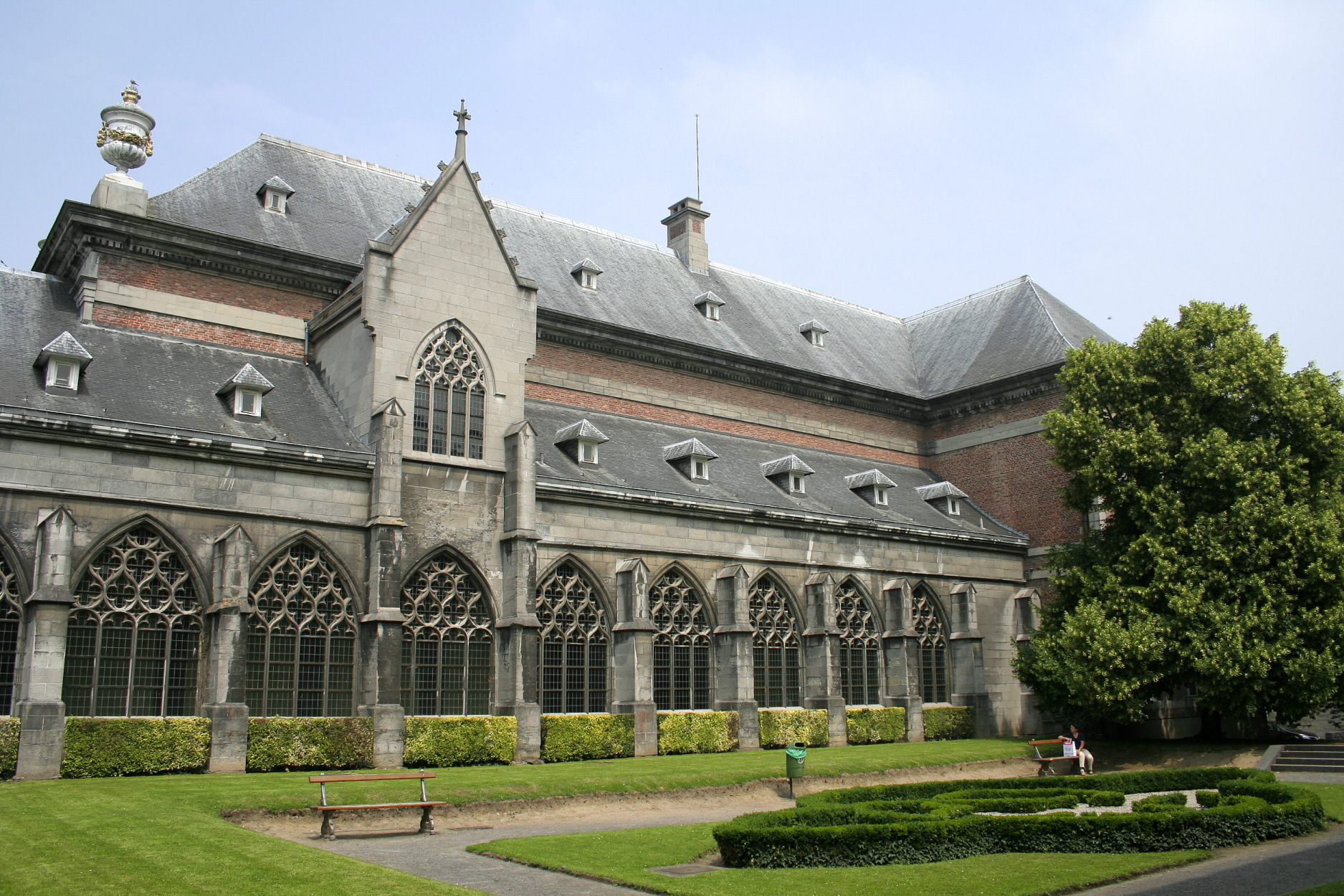
In dieser Abtei in Tournai (nl: Doornik) wurde Ailbertus zum Kanoniker erzogen. Hier erhielt er auch seine Priesterweihe.

Über das Elternhaus sowie Kindheit und Jugend von Ailbertus und seinen Brüdern ist wenig überliefert. Erstmals wird sein Name urkundlich erwähnt im Jahre 1087. Zu dieser Zeit lebte er bereits als Kanoniker in einem Kloster bei Tournai. Er folgte der Lehre des heiligen Augustinus.

### Gründung der Abtei Rolduc bei Herzogenrath
Gemeinsam mit seinen beiden Brüdern Thyemo und Walgerus erbaute er 1104 an der Stelle der heutigen Abtei Rolduc eine kleine, hölzerne Kapelle. Diese bildete die Keimzelle der später regional sehr bedeutenden Abtei. Das Land hierfür stellte Graf Adelbert von Saffenberg, der Burgherr im benachbarten Herzogenrath war, zur Verfügung. Die erste hölzerne Kapelle wich schon bald einer steinernen Kirche mit Krypta. Finanziert wurde dieser Steinbau aus dem Vermögen des wohlhabenden Edelmannes Embrico von Mayschoss, nachdem dieser samt seiner Familie ins Kloster eintrat.
In den Annalen des Klosters Rolduc, den Annales Rodenses, die erst lange nach dem Tode des Ailbertus verfasst wurden, wird dieser als äußerst bescheidener, in weitgehender Askese lebender Mann beschrieben, der auch dann noch, wenn er selbst hungern oder frieren musste, den noch bedürftigeren Menschen, die in jener Zeit unter einer schweren Hungersnot litten, Nahrung und Kleidung gab.

### Umzug nach Clairfontaine
Nach einigen Meinungsverschiedenheiten mit Mayschoss bezüglich der Lebensweise im Kloster verließ Ailbertus die Abtei Rolduc im Jahr 1111. Während er ein bescheidenes Leben in Askese befürwortete und diese für die junge Klostergemeinschaft festlegen wollte, schien Mayschoss dem materiellen Wohlergehen keineswegs abgeneigt zu sein. Hierüber entzweiten sich der Stifter des Klosters und sein bedeutendster Finanzier. Ironie des Schicksals: über mehr als fünf Jahrhunderte lang hat der Komplex in der Folgezeit gerade den als streng geltenden Augustiner-Chorherren als Kloster und später als Ausbildungszentrum für Priester und Seelsorger gedient.
Ailbertus verschlug es in der Folge nach Claire-Fontaine bei Vervins in der Picardie. Dort war er, wie es scheint, am Aufbau einer weiteren Abtei, die im 17. Jahrhundert während des Achtzigjährigen Krieges belagert und zerstört wurde, beteiligt. Kurz vor der Fertigstellung der Abtei zog es Ailbertus zurück nach Klosterrath, allerdings verstarb er auf dem Weg dorthin, als er in Sechtem verweilte. Entgegen seinem letzten Willen wurde er dort beigesetzt, bevor der herbeigeeilte Adolf von Saffenberg, der Sohn und Nachfolger des Adelbert von Saffenberg, seine sterblichen Überreste nach Klosterrath überführen konnte.

### Umbettung
Ende des 19. Jahrhunderts sollten schließlich die Gebeine des Ailbertus in das Kloster Rolduc überführt und dort zur ewigen Ruhe gebettet werden. Tatsächlich wurden die Gebeine, die man für die des Ailbertus hielt auch nach Kerkrade überführt und in der Krypta der Abteikirche der Abtei Rolduc feierlich beigesetzt. Allerdings stellte sich in jüngerer Zeit heraus, dass diese Gebeine nicht die des Ailbertus sein können.